# Суслова (село)
Суслова (Суслово) — село в Брасовском районе Брянской области, в составе Веребского сельского поселения. 
 Расположено в 8 км к северо-востоку от села Веребск, у границы с Орловской областью. Население — 1 человек (2010).

## История
Упоминается с первой половины XVII века в составе Самовской волости Карачевского уезда как существующее село с Преображенской церковью (последнее здание храма было построено в 1860 году, не сохранилось). В 1778—1782 гг. село входило в Луганский уезд.
С 1782 по 1928 гг. — в Дмитровском уезде Орловской губернии (с 1861 — в составе Турищевской волости, с 1880-х гг. в Веребской, с 1923 в Глодневской волости). В XIX веке — владение Домашневых, Сухотиных и других помещиков. В 1885 году была открыта церковно-приходская школа.
С 1929 года — в Брасовском районе. До 1954 года являлось центром Сусловского сельсовета.
| Годы      | 1858 | 1866 | 1878 | 1893 | 1920 | 1979 | 2002 | 2010 |
| --------- | ---- | ---- | ---- | ---- | ---- | ---- | ---- | ---- |
| Население | 638  | 756  | 888  | 1068 | 769  | 79   | 11   | 1    |